# Riidr
Riidr er en e-boghandel, stiftet i marts 2010. Riidr.com var den første danske e-bogenhandel til at sælge e-bøger i ePub format. I 2012 købte mediekoncernen Schibsted  10% af Riidr ApS . 

## Mobile applikationer
Den 27. oktober 2010 lancerede Riidr en applikation, Riidr Bøger , til Apples iPod, iPhone og iPad. Riidrs applikation benyttede sig ikke, til at starte med, af Apples In App Purchase system (Apples betalingssystem). Dette blev der dog sat en stopper for i 2011 da Apple indførte en regel om at alle In app-purchases skulle køre via Apples eget system. I sommeren 2011 kunne Riidr dog melde at de havde fundet en løsning på, hvordan kunderne kunne købe uden om Apples betalingssystem ved at lade kunderne handle via riidr.com og automatisk få e-bøgerne overført til applikationen. 
I 2011 fulgte lanceringen af en applikation til Androidenheder også under navnet  Riidr Bøger. 
Begge applikationen kan afspille lydbøger og vise e-bøger i ePub- og PDF-format.